# Dubrave (Jajce)
Dubrave es un pueblo ubicado en el municipio de Jajce, en el cantón de Bosnia Central, Bosnia y Herzegovina.

## Superficie
Cuenta con una superficie de 5,92 kilómetros cuadrados.

## Demografía
Hasta 2013 la población era de 2 habitantes, con una densidad de población de 0,3 habitantes por kilómetro cuadrado.
| Gráfica de evolución demográfica de Dubrave entre 1961 y 2013                      |
|                                                                                    |
| Datos según Population statistics of Eastern Europe & former USSR y Statistika.ba. |